# Kommunistische Partei der Sowjetunion
Die Kommunistische Partei der Sowjetunion (KPdSU) war eine marxistisch-leninistische und stalinistische Partei in Sowjetrussland und der Sowjetunion. Sie wurde 1918 nach der Oktoberrevolution in Russland von Sozialdemokratische Arbeiterpartei Russlands (Bolschewiki) (SDAPR (B)) in Kommunistische Partei Russlands (Bolschewiki) (KPR (B)) umbenannt. 1925 erhielt sie den Namen Kommunistische Allunions-Partei (Bolschewiki) (WKP(B)). 1952 wurde die Partei in Kommunistische Partei der Sowjetunion umbenannt. Nach dem gescheiterten Augustputsch in Moskau 1991, der den Zerfall der Sowjetunion beschleunigte, wurde die Tätigkeit der KPdSU auf dem Gebiet der RSFSR durch das Dekret des russischen Präsidenten vom 6. November 1991 verboten.
Parteiführer war von 1912 bis 1924 Wladimir Iljitsch Lenin. 1922 übernahm Josef Stalin das neu geschaffene Amt des Generalsekretärs der Partei, das dieser nach dem Tod Lenins 1924 zunehmend mit einer auf seine Person zugeschnittenen diktatorischen Machtbefugnis ausstattete. Nach Ende der Ära Stalin 1953 setzte sich bei den folgenden parteiinternen Machtkämpfen Nikita Chruschtschow als Erster Parteisekretär durch. 1964 wurde Chruschtschow gestürzt und Leonid Breschnew sein Nachfolger, ab 1966 wieder als Generalsekretär. Ab 1977 fungierte Breschnew außerdem als Staatsoberhaupt der Sowjetunion.
Nach dem Tod Breschnews 1982 blieben die Herrschaft Juri Andropows und Konstantin Tschernenkos kurze Intermezzi. 1985 übernahm Michail Gorbatschow die Parteiführung und versuchte durch Reformen (Glasnost, Perestroika) die Sowjetunion unter Beibehaltung von sozialistischen Strukturen zu modernisieren. Gorbatschow scheiterte jedoch mit diesen Reformversuchen; es gelang ihm weder, die autokratischen Führungsstrukturen in der Sowjetunion zu beseitigen, noch konnte er die KPdSU zu einer im pluralistischen Sinn ausgerichteten demokratischen Partei reformieren.
Von etwa 1920 bis 1990 war die KPdSU als Staatspartei im sowjetischen Einparteiensystem die einzige relevante politische Macht in der Sowjetunion. Die Kommunistische Partei der Russischen Föderation (KPRF) kann als Nachfolgepartei der KPdSU für Russland angesehen werden.
Die Politik der KPdSU war zunächst geprägt von der Ideologie des Leninismus, der eine Erweiterung des an russische Verhältnisse angepassten Marxismus durch Lenin darstellte, dieser wurde dann ab 1927 durch den von Stalin geschaffenen Marxismus-Leninismus bzw. Stalinismus ersetzt. Nach Stalins Tod setzte ab 1956 unter Nikita Chruschtschow eine gewisse Entstalinisierung ein. Diese wurde von seinem Nachfolger Leonid Breschnew ab 1964 abgebrochen, stattdessen verfolgte die KPdSU unter ihm einen Kurs der Restalinisierung, welche wiederum ab 1985 von Michail Gorbatschow beendet wurde, der auf Glasnost (Offenheit und Transparenz) und Perestroika (Umstrukturierung) setzte.
Die sowjetische Jugendorganisation Komsomol war die Nachwuchsorganisation der Partei. Zudem gab es das Komitee für Jugendorganisationen der UdSSR, in dem alle Jugendorganisationen vertreten waren.
Die zentrale Parteihochschule „W. I. Lenin“ bestand in Moskau. Hier studierten auch viele Kader aus den kommunistischen Parteien anderer Länder.

## Geschichte der KPdSU

### Entstehung der Partei (1898 bis 1917)
In Russland war 1898 die SDAPR aus dem Zusammenschluss von sechs marxistischen Gruppen hervorgegangen. Sie wurde jedoch schon kurz nach ihrer Gründung verboten; die meisten ihrer Mitglieder wurden verhaftet oder gingen ins Exil.

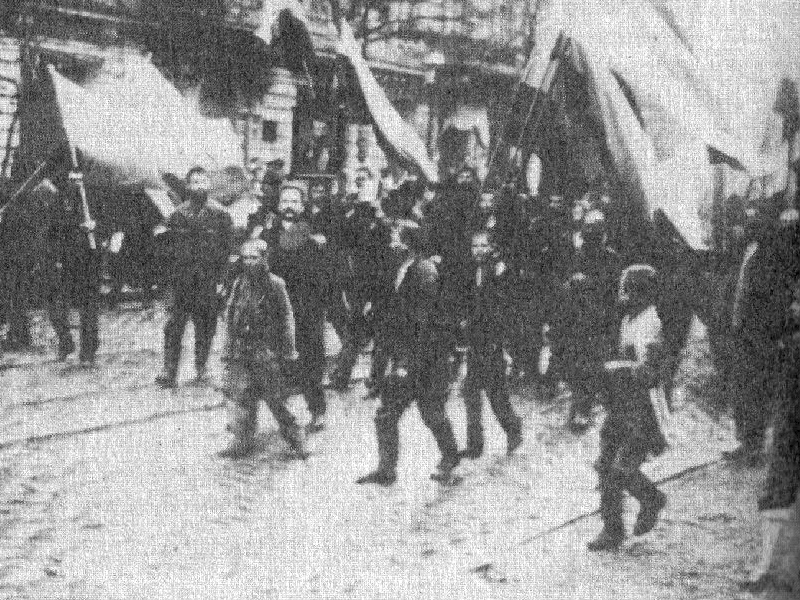
1905: Demonstranten auf dem Weg zum Winterpalast in Sankt Petersburg

Die eigentliche Gründung der SDAPR sollte auf dem Londoner (II.) Parteitag im Jahre 1903 erfolgen. Ein wichtiges Thema in den Auseinandersetzungen war die Frage der Parteimitgliedschaft. Während Lenin unter den Bedingungen der zaristischen Repression nur aktive Mitglieder, Berufsrevolutionäre, in der Partei sehen wollte, strebten die gemäßigten Sozialisten (die späteren „Menschewiki“) eine offene Mitgliedschaft für alle Interessierten an. Nach einer Wiedervereinigung folgte dann 1912 die endgültige Spaltung zwischen Bolschewiki und Menschewiki. Der Grund der Spaltung lag, wie zeitgleich und später in vielen sozialistischen und sozialdemokratischen Parteien anderer Länder auch, in der Auseinandersetzung zwischen einem revolutionären oder reformistischen Kurs der Partei.
Obwohl eines der mächtigsten Länder der Welt, war das zaristische Russland bis ins ausgehende 19. Jahrhundert noch überwiegend landwirtschaftlich geprägt. Vielerorts herrschten noch vorkapitalistische Feudalstrukturen. Eine verstärkte Industrialisierung setzte vor allem seit der Regierung von Zar Nikolaus II. (ab 1894) ein. Das darauf schnell anwachsende Proletariat litt unter miserablen sozialen Verhältnissen. Eine linke Opposition gegen den Zarismus war im 19. Jahrhundert in Russland stärker als in den meisten anderen europäischen Ländern von anarchistischen und sozialrevolutionären Strömungen der Narodniki geprägt, wohingegen die organisierte marxistische Sozialdemokratie zu Beginn des 20. Jahrhunderts erst noch in ihren Anfängen steckte.
Im Januar 1905 war es im Anschluss an den sogenannten „Petersburger Blutsonntag“, wo bei der Niederschlagung einer Massendemonstration von Arbeitern, die dem Zaren eine Bittschrift überreichen wollten, etwa tausend Demonstranten ums Leben kamen, landesweit zu revolutionären Aufständen, Streiks und Demonstrationen gekommen. Diese Aufstände standen jedoch noch nicht unter der Führung einer bestimmten politischen Partei. Sie ebbten ab, als der Zar einlenkte und einige liberale Reformen einführte.

### Das Jahr 1917
Mit dem opferreichen Verlauf des Ersten Weltkrieges und der sich verschärfenden Versorgungskrise in den Städten verstärkte sich erneut die Unzufriedenheit in der russischen Bevölkerung, vor allem bei den Soldaten und den Arbeitern. Russland stand am Rande des wirtschaftlichen Ruins. Die Februarrevolution 1917 führte schließlich zum Sturz des Zaren, der nach seiner Abdankung nach Jekaterinburg in den Ural verbannt wurde, und zur Bildung der Provisorischen Regierung, die sich jedoch noch nicht zur Beendigung des Krieges gegen die Mittelmächte Deutschland und Österreich-Ungarn durchringen konnte.
Die Bolschewiki standen nach dem Februar zunächst unter Führung der Petrograder Funktionäre Molotow und Schljapnikow, nach deren Rückkehr aus dem Exil dann unter Stalin und Kamenew. Diese strebten die Zusammenarbeit mit der Provisorischen Regierung an und leiteten Verhandlungen über die Wiedervereinigung mit den Menschewiki ein.
Mit Hilfe des Deutschen Reiches wurde Lenin in einer geheimen Aktion aus seinem Schweizer Exil in einem verplombten Eisenbahnwaggon über Schweden nach Petrograd gebracht. Die kaiserliche deutsche Regierung erhoffte sich durch eine Revolution der Bolschewiki, deren zentrale Figur Lenin war, ein siegreiches Ende des Krieges an der Ostfront, damit sie die frei werdenden Verbände für den Krieg im Westen verwenden konnte.
Unter der Führung Lenins und Trotzkis übernahmen die Bolschewiki mit dem „Sturm auf das Winterpalais“ in der Oktoberrevolution 1917, nachdem sie die Provisorische Regierung unter Kerenski gestürzt hatten, die Macht und gründeten die Russische SFSR (Russische Sozialistische Föderative Sowjetrepublik), aus der zusammen mit weiteren Sowjetrepubliken nach dem Bürgerkrieg 1922 die UdSSR hervorging. Wie von Deutschland erwartet, hatten die Bolschewiki den Ersten Weltkrieg Anfang 1918 in Russland mit dem Friedensvertrag von Brest-Litowsk beendet.
Die Oktoberrevolution, von den Mittelmächten zuerst als taktisches Manöver, das eine Wende im Ersten Weltkrieg zu ihren Gunsten bringen sollte, mit gefördert, bildete jedoch das entscheidende Fanal für linksrevolutionäre Kräfte der ganzen Welt und setzte letztendlich den Grundstein für das Ende, mindestens den Machtverlust der meisten europäischen Monarchien. Die Folgen der russischen Oktoberrevolution prägten auch insgesamt die weitere Geschichte des 20. Jahrhunderts entscheidend mit, in der die als „realsozialistisch“ bezeichnete UdSSR die weitere Entwicklung von Kommunistischen Parteien (KPs) in anderen Ländern über viele Jahrzehnte hinweg dominieren sollte. Auch für viele Historiker gilt diese Revolution mit der Beendigung des so genannten „bürgerlichen Zeitalters“ des 19. Jahrhunderts als der eigentliche inhaltliche Markierungspunkt der Trennung des 19. vom 20. Jahrhundert.

### Die Partei im Bürgerkrieg (1918–1921)
Aus den Bolschewiki ging schließlich 1918 die Kommunistische Partei Russlands (Bolschewiki) (KPR (B)) hervor. Theoretische Grundlage der KP bildeten die Schriften Lenins, der die Theorien von Karl Marx unter Berücksichtigung der Situation Russlands zum Leninismus erweiterte.
Nach der Oktoberrevolution von 1917 und dem Friedensvertrag von Brest-Litowsk, der den Ersten Weltkrieg für Russland beendet hatte, kam es zu einem verheerenden Bürgerkrieg zwischen der von Trotzki aufgebauten Roten Armee und sehr unterschiedlichen oppositionellen Gruppierungen, insbesondere den Truppen der „Weißen“, den noch relativ starken Anhängern des vormaligen Zaren. Er wurde 1918 mit seiner Familie von den Bolschewiki im Auftrag Lenins in der Verbannung bei Jekaterinburg im Ural ermordet, um den Zusammenhalt der insgesamt eher uneinheitlichen „Weißen“ durch die Beseitigung ihrer zentralen Symbolgestalt und von deren potenziellen Nachfolgern zu schwächen.
Während des Bürgerkriegs wurden auch sozialrevolutionäre und anarchistische Bewegungen, die bei der Oktoberrevolution die Bolschewiki zunächst unterstützt hatten, niedergeschlagen. Ein relativ bekanntes Beispiel dafür ist die Niederschlagung des Kronstädter Matrosenaufstands. Weniger bekannt, jedoch größer in der Dimension, war die Unterwerfung der anarchistischen Bewegung der Machnowschtschina, einer Partisanenbewegung unter Führung des Bauernführers Nestor Machno in der Ukraine, die stark von den Ideen des Theoretikers Peter Kropotkins geprägt war. Die Machnowzi, die etwa drei Jahre lang den größten Teil der Ukraine kontrolliert hatten, hatten sich sowohl gegen die zaristischen „Weißen Armeen“ als auch später gegen die zunächst mit ihnen verbündete Rote Armee Trotzkis zu erwehren, bis sie schließlich 1922 den Bolschewikí unterlagen.
Der Bürgerkrieg, in dessen Folge es auch zu einer großen Hungersnot mit mehreren Millionen Todesopfern kam, schwächte den jungen Sowjetstaat und belastete ihn mit enormen sozialen Problemen. Dennoch waren die Bolschewiki am Ende erfolgreich und setzten die Vorherrschaft der kommunistischen Partei in Russland und den angegliederten Sowjetrepubliken durch.
Kommunistische Parteien bildeten sich nach 1918 weltweit seit 1919 auf Initiative Lenins die Dritte Internationale (Komintern) in Abgrenzung zur Zweiten Internationale mit dreißig Mitgliedsparteien gegründet wurde. Die Komintern wurde durch die KPR (B) maßgeblich geprägt, die so ihren weltweiten Führungsanspruch über die kommunistische Bewegung geltend machte.
Die Erfahrung der Oktoberrevolution in Russland führte innerhalb der KPR (B) zur Position, dass vor einer Weltrevolution die Umsetzung des Sozialismus auch in einem Lande möglich sei, um die kapitalistische Staats- und Gesellschaftsordnung durch eine kommunistische zu ersetzen. Parteien, die sich dieser Position oder dem Führungsanspruch der KPR (B) entzogen, wendeten sich in der Folgezeit teilweise wieder eher sozialdemokratischen Positionen zu. Spätestens ab 1924 waren nahezu alle Kommunistischen Parteien im Grunde lediglich nationale Sektionen der Komintern, ausgerichtet an den Vorgaben der KPR (B).

### „Neue Ökonomische Politik“ und Machtkampf (1921–1927)

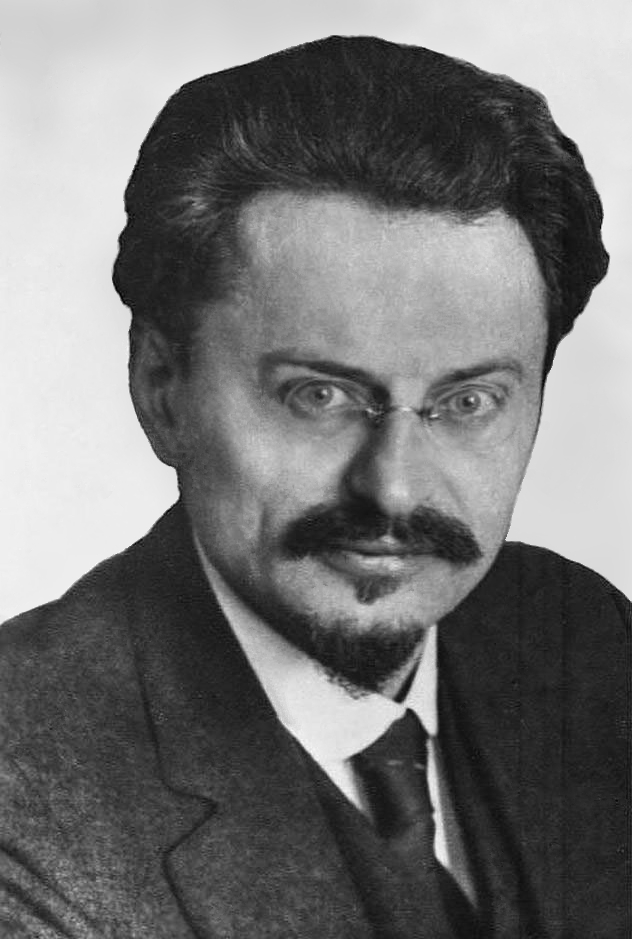
Stalins Gegner Leo Trotzki (1929)

Nach den Verwerfungen des Bürgerkriegs ging die Parteiführung zu einer Politik der wirtschaftlichen Liberalisierung über, der Neuen Ökonomischen Politik (NEP). Befürworter waren hier v. a. Lenin und Trotzki.
Infolge der fortschreitenden Erkrankung Lenins wurde die Frage, wer nach ihm die Partei führen sollte, akut. Hauptkontrahenten waren Leo Trotzki, der sich in der Oktoberrevolution und Bürgerkrieg ausgezeichnet hatte, und Josef Stalin, der seit 1922 als Generalsekretär Leiter der Parteiorganisation war. Kurz vor seinem Tod 1924 äußerte Lenin Vorbehalte gegenüber Stalin und empfahl seine Entfernung aus diesem Amt, worin ihm Politbüro und ZK jedoch nicht folgten. Stalin gelang es, sich auch durch innerparteiliche Intrigen durchzusetzen: zuerst nutzte er die Vorbehalte der übrigen Politbüromitglieder gegen Trotzki aus, um anschließend die verschiedenen Strömungen innerhalb des Führungsgremiums gegeneinander auszuspielen: Zuerst schaltete er den inzwischen mit Trotzki verbündeten linken Flügel unter Sinowjew und Kamenew aus (1927), um dann gegen den rechten Flügel unter Nikolai Bucharin und Alexei Rykow (1930), die Stalin zunächst unterstützt hatten, vorzugehen. Die meisten der tatsächlichen und potentiellen Kontrahenten wurden in den 1930er Jahren im Zuge der „Großen Säuberung“ entmachtet und schließlich hingerichtet.
Trotzki wurde verbannt und anschließend außer Landes verwiesen. Seine Emigration führte ihn bis nach Mexiko, wo er seine theoretischen Arbeiten fortführte und scharfe Kritik an der Entwicklung der KPdSU und der Bürokratisierung der kommunistischen Idee in der Sowjetunion unter dem Stalinismus übte, bis er schließlich 1940 durch einen Agenten Stalins ermordet wurde.

### Die Partei unter Stalin (1927–1953)

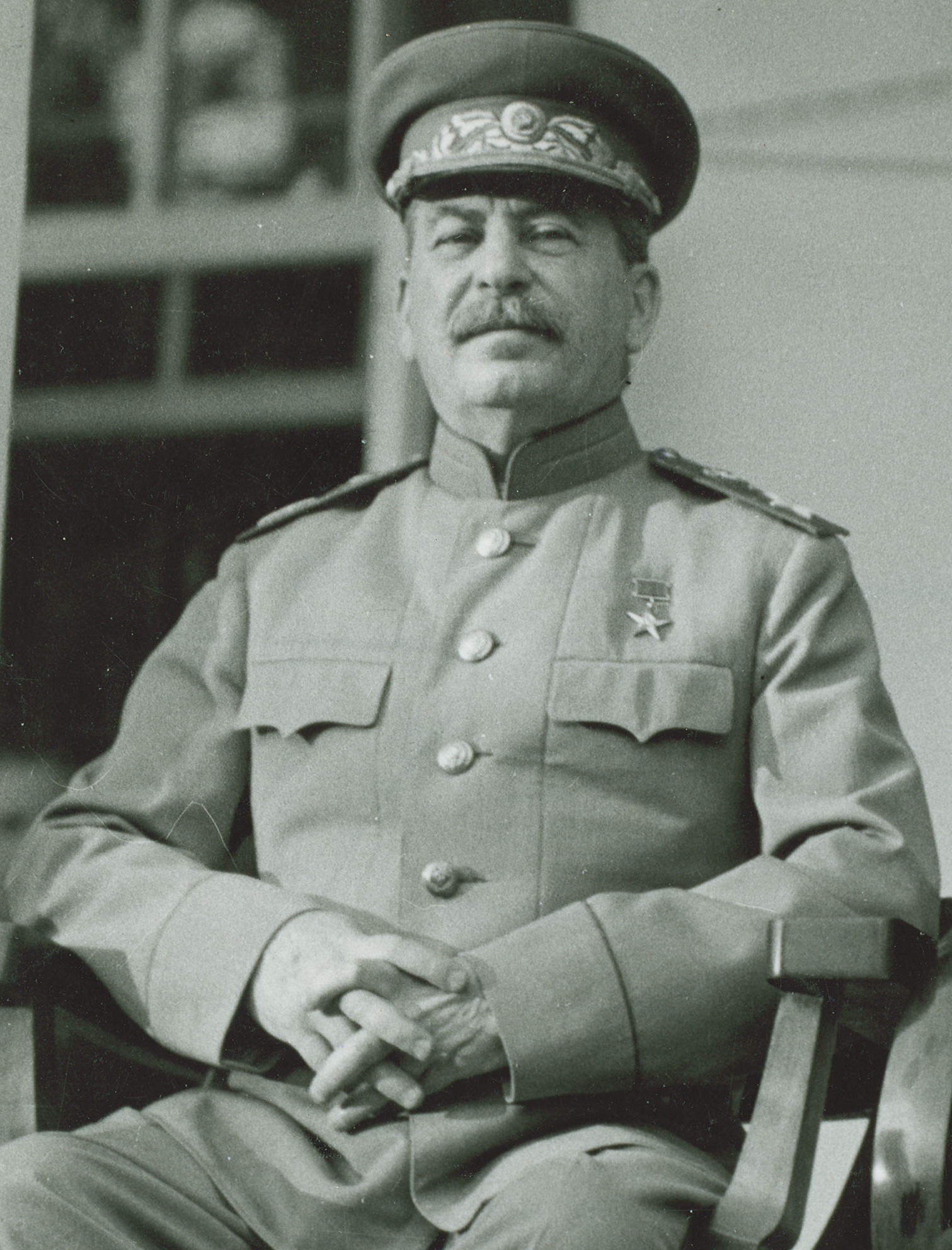
Josef Stalin in Militäruniform auf der Teheran-Konferenz (1943)

Währenddessen baute Stalin das Amt des Generalsekretärs zu einer Position mit uneingeschränkten Machtbefugnissen aus. Stalin passte Lenins Konzept des Demokratischen Zentralismus in der praktizierten Realität seinen persönlichen Vorstellungen an und festigte die Führungsrolle der KPdSU. Von 1924 bis zu den Reformen Chruschtschows ist dies ein Kennzeichen des Stalinismus.
Unter Stalin wurde die neue Doktrin des Marxismus-Leninismus festgelegt, die eine Neuinterpretation des Leninismus durch Stalin darstellte. Dabei wurde das zentrale Dogma der sozialistischen Weltrevolution Mitte der 1920er Jahre aufgegeben. An dessen Stelle trat Stalins Doktrin eines „Sozialismus in einem Land“, welche auf dem XV. Parteitag 1927 zur Partei- und Staatsdoktrin erhoben wurde.
Viele kommunistische Parteien anderer Länder folgten dem Leitbild der KPdSU. Der stalinistische „Demokratische Zentralismus“ kannte einen Parteitag, auf dem die anwesenden Delegierten ein Zentralkomitee wählten, das dann das Politbüro wählte. De facto stellte das Politbüro allerdings eine unkontrollierte Machteinheit dar und dominierte das Zentralkomitee, welches wiederum sicherstellte, dass die Wahlen auf dem Parteikongress „nach Wunsch“ abliefen. Um seine Führungsrolle innerhalb der UdSSR und auch des Weltkommunismus zu untermauern, stattete Stalin sich selbst mit einer diktatorischen Machtbefugnis aus und baute um seine Person einen bis dahin beispiellosen Personenkult auf, der fast schon religiöse Züge annahm. Zahlreiche Städte in der UdSSR – und später in den Ostblockstaaten – wurden zu seinen Ehren umbenannt oder neu gegründet.
Nach dem Zweiten Weltkrieg war die UdSSR bestrebt auch in anderen Ländern stalinistische Regime einzusetzen und verhalf so in Osteuropa vielen Kommunistischen Parteien zur Macht, dabei wurden Oppositionsparteien verboten oder zwangsassimiliert, sowie eine Einparteiendiktatur nach dem Vorbild der KPdSU errichtet. Dieser allgemein als Ostblock bezeichnete sowjetische Machtbereich blieb dann bis zur Wende 1989/90 bestehen.
Am 1. Dezember 1934 kam Parteisekretär Sergei Kirow bei einem Attentat ums Leben. Stalin nahm diesen Anschlag zum Anlass, tatsächliche und vermeintliche Widersacher innerhalb und außerhalb der Partei bei den so genannten stalinschen Säuberungen (russisch Чистка Tschistka, deutsch ‚Säuberung‘) vor allem zwischen 1935 und 1939 teilweise nach spektakulären Schauprozessen wie den Moskauer Prozessen auszuschalten. Wenn sie nicht hingerichtet wurden, dann wurden sie zu langen Haftstrafen oder zur Verbannung verurteilt. Dazu wurde der „Gulag“, ein System von Straf- und Arbeitslagern, das schon in den 1920er Jahren unter Lenin eingerichtet worden war, ausgebaut: Dieses System machte der Schriftsteller und Dissident Alexander Solschenizyn durch seine Veröffentlichungen seit den 1970er Jahren einer weltweiten Öffentlichkeit bekannt. Es gibt unterschiedliche Schätzungen über die Zahl der Todesopfer im Gulag. Sie reichen von einigen hunderttausend bis zu mehreren Millionen.
Wirtschaftlich versuchte Stalin, die UdSSR durch eine massive Industrialisierung und den Ausbau des Schienennetzes auf die Höhe der westlichen Industrienationen heranzubringen. Mit rigorosen Mitteln organisierte Stalin die Zwangskollektivierung der Landwirtschaft, wodurch viele Bauern ihre Existenzgrundlagen verloren. Ebenfalls rigoros bekämpfte er die orthodoxe Kirche in der UdSSR. Viele Angehörige des Klerus wurden umgebracht oder in Arbeitslager verbannt. In vielen Orten kam es zum Bildersturm in den orthodoxen Kirchen und zur Zerstörung von christlichen Insignien.
Mit dem Hitler-Stalin-Pakt vom August 1939, in dessen geheimem Zusatzprotokoll Polen und andere Gebiete Osteuropas zwischen Deutschland und der UdSSR aufgeteilt wurden, hoffte Stalin, seinen ideologischen Gegner Hitler von einem Krieg gegen die UdSSR abzuhalten. Stalin-Verteidiger vertreten die Auffassung, dass Stalin damit nur habe Zeit gewinnen wollen, um die Rote Armee bis zum drohenden Krieg zu verstärken. Als 1941 mit dem „Unternehmen Barbarossa“ dann doch der deutsche Überfall auf die UdSSR kam, waren Stalin und die Rote Armee zunächst überrascht und überrumpelt. Stalin war auf die Unterstützung durch die USA mit Waffenlieferungen über das Nordmeer angewiesen. Die deutsche Wehrmacht konnte zunächst in einem Vernichtungsfeldzug bis vor Moskau und nach Stalingrad (heute: Wolgograd) vordringen. Im Winter 1942/43 kam nach der Schlacht von Stalingrad die Wende. Die Deutschen wurden zurückgedrängt und schließlich besiegt. Der Sieg über die NS-Diktatur im „Großen Vaterländischen Krieg“ gab Stalin ab 1945 neuen Auftrieb.

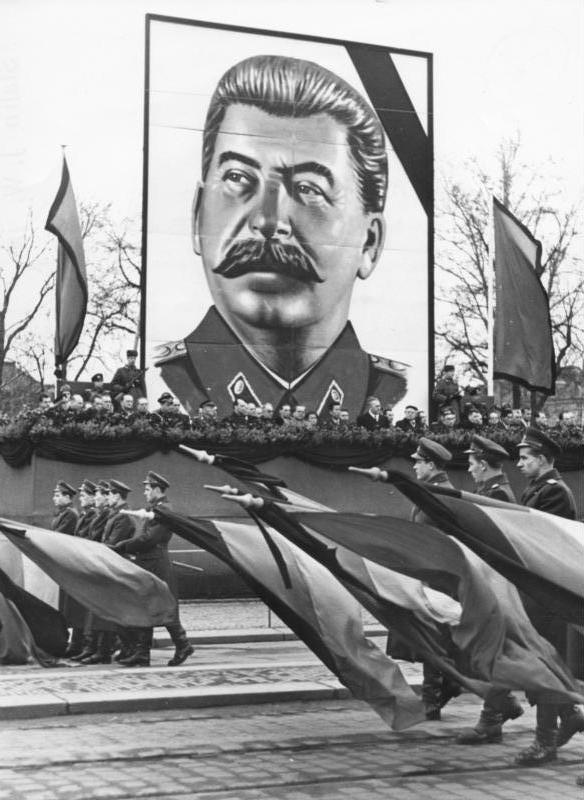
Bild von Josef Stalin in Dresden (1953)

Im Zuge des Krieges war 1943 die Komintern auch aus Rücksicht gegenüber den westlichen Alliierten USA und Großbritannien aufgelöst worden. Sie wurde 1947, nach Beginn des Kalten Krieges, nachdem die UdSSR ihren machtpolitischen Einfluss auf die neuen Ostblockstaaten ausgedehnt hatte, durch das „Kommunistische Informationsbüro“ (Kominform) ersetzt, das die kommunistischen Parteien, insbesondere Osteuropas, noch stärker als zuvor den Vorgaben der KPdSU unterzuordnen versuchte. Schließlich löste sich auch das Kominform bis 1956/57 im Zuge der späteren Entstalinisierung und der von der KPdSU nicht mehr aufzuhaltenden sich unabhängig von ihr auszubildenden kommunistischen Ideologien, vor allem des Maoismus in der Volksrepublik China, auf. Dennoch behielt die KPdSU auch danach bis zum Niedergang der UdSSR um 1990/91 weiterhin einen bedeutenden, wenn auch nach und nach abnehmenden Einfluss auf viele kommunistische Parteien in anderen Ländern.
Nach dem Sieg der Alliierten über Deutschland und dem Ende des Zweiten Weltkrieges gewann die UdSSR die Oberhand über die osteuropäischen Staaten Polen, Tschechoslowakei, Ungarn, Rumänien, Bulgarien und den sowjetisch besetzten Teil Deutschlands (1945–1955 war auch der Osten Österreichs darunter). Aus der sowjetischen Besatzungszone, in der 1946 die unter der NS-Diktatur verbotenen Parteien SPD und KPD zur Sozialistischen Einheitspartei Deutschlands (SED) unter Wilhelm Pieck und Otto Grotewohl (zwangs-)vereinigt wurden, ging 1949 die Deutsche Demokratische Republik (DDR) hervor.
Gemeinsam mit der DDR bildeten die genannten Staaten unter Oberhoheit der UdSSR 1955 als Militärbündnis die Warschauer Vertragsorganisation als Antwort auf die kurz zuvor von den USA und ihren westlichen Verbündeten gegründete NATO.
Albanien gehörte zu den Unterzeichnern des Warschauer Vertrags, trat aber 1968 wieder aus.
Wirtschaftlich schlossen sich die Staaten des Ostblocks ab 1949 im Rat für gegenseitige Wirtschaftshilfe (RGW) zusammen. Der RGW bildete die wirtschaftliche Konkurrenzbündnis zur westlichen OECD und zur Europäischen Wirtschaftsgemeinschaft (EWG). Bis 1978 schlossen sich weitere kommunistische Staaten dem RGW an, so die Mongolische Volksrepublik 1962, Kuba 1972 und Vietnam 1978. In den 1970er und 1980er Jahren wurden Kooperationsverträge auch mit einigen nicht-kommunistischen Staaten abgeschlossen, so zum Beispiel Finnland, Mexiko und Irak. Albanien, Mitglied seit 1949, trat 1968 wieder aus. Die Länder des Warschauer Pakts wurden alle von kommunistischen Parteien regiert.
Noch unter Stalin hatte sich die Partei auf ihrem 19. Parteitag im Oktober 1952 von Kommunistische Allunions-Partei (Bolschewiki) (kurz WKP(B)) in Kommunistische Partei der Sowjetunion umbenannt. Das Politbüro wurde in ein Präsidium des Zentralkomitees umgewandelt. Von den 16 neuen Mitgliedern sollten aber nur zwei nach 1953 verbleiben.

### Reformen unter Chruschtschow (1953–1964)

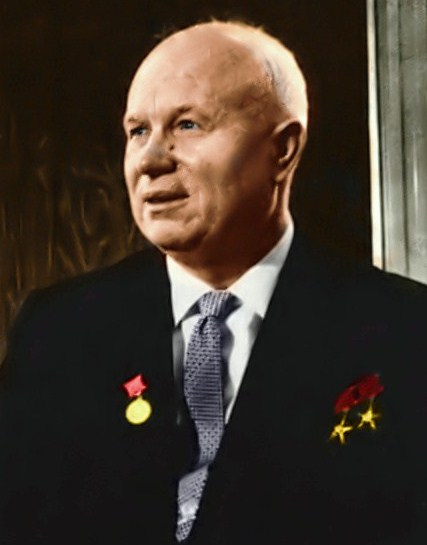
Nikita Chruschtschow (1961)

Nach Stalins Tod 1953 war Georgi Malenkow kurzzeitig vom 5. bis 14. März Parteiführer der KPdSU. Am 14. März wurde Nikita Chruschtschow Erster Sekretär des ZK der KPdSU, nachdem Malenkow gezwungen worden war, sich für ein Regierungs- oder ein Parteiamt zu entscheiden; er wählte das scheinbar einflussreichere Amt des Ministerpräsidenten und wurde in der Folgezeit von Chruschtschow verdrängt. Chruschtschow leitete mehrere Reformen in der Partei und in der UdSSR ein, insbesondere nach seiner Geheimrede Über den Personenkult und seine Folgen auf dem XX. Parteitag der KPdSU im Februar 1956, bei der er die Politik des Stalinismus und einen großen Teil der in dieser Zeit begangenen Verbrechen offenlegte und kritisierte. Die Entstalinisierung rührte nicht am Alleinherrschaftsanspruch der KPdSU, machte die Partei jedoch wieder zu einem kollektiven Entscheidungsorgan und schwächte so allmählich die Position des Ersten Sekretärs des ZK der KPdSU.
Trotz der Entstalinisierung wurden reformkommunistische Bestrebungen innerhalb des Ostblocks, die die Vorherrschaft der KPdSU in Frage stellten oder stellen konnten, weiterhin unterdrückt. Entsprechende reformistische Bestrebungen oder Aufstände wie etwa in Ungarn 1956 oder in der Tschechoslowakei 1968 wurden mit militärischer Gewalt niedergeschlagen. Auch schon der Arbeiteraufstand am 17. Juni 1953 in der DDR war – nur wenige Monate nach Stalins Tod –, nachdem die SED nicht mehr Herr der Lage schien, mit Hilfe sowjetischer Truppen beendet worden. Innerhalb der Sowjetunion kam es Anfang Juni 1962 nach einer Erhöhung der Lebensmittelpreise zum Aufstand in Nowotscherkassk, der von den Streitkräften niedergeschlagen wurde.
Außenpolitisch führte die Entstalinisierung unter anderem zum ideologischen Konflikt und schließlich bis Ende der 1950er Jahre zum Bruch mit China unter Mao Zedong, wodurch es zu einer Art kommunistischem Schisma kam, weil nun zwei unterschiedliche kommunistische Großmächte weltpolitisch führende Rollen einnahmen. Insgesamt konnten Chruschtschows Reformen unterschiedlich starken Tendenzen der Restalinisierung unter seinen Nachfolgern Leonid Breschnew (1964–1982), Juri Androwpow (1982–1984) und Konstantin Tschernenko (1984/85) jedoch standhalten. Weitere entscheidende und für den sowjetischen Realsozialismus insgesamt schwerwiegende Reformen wurden schließlich ab 1985 unter der Regierung Michail Gorbatschows eingeleitet.
Chruschtschow hatte mit seinen Reformen unbestreitbar mehrere Dinge erreicht:
- Der Einpersonendiktatur Stalins folgte eine kollektive Parteiführung.
- Der Massenterror wurde gestoppt.
- Die Verbrechen der Stalinzeit wurden teilweise aufgedeckt.
- Zahlreiche Inhaftierte des Gulag wurden freigelassen und zum Teil auch rehabilitiert.
- Die unter Stalin nahezu grenzenlose Macht des Geheimdienstes wurde eingedämmt.
- Die Partei (vor allem das ZK) wurde wieder in den politischen Entscheidungsprozess einbezogen.
- Der Personenkult wurde eingeschränkt.
- In Kunst und Literatur trat trotz weiterhin starker Beschränkungen eine Liberalisierung ein.
- Die Beziehungen zum Westen verbesserten sich trotz diverser Krisen.
- Der Lebensstandard der Bevölkerung hatte sich deutlich erhöht.
- Die Landwirtschaft wurde im Vergleich zur Schwerindustrie aufgewertet.
- Die Sowjetunion wurde zu einer Weltmacht in der Raumfahrt.
- Aber: Niemals verrückte Chruschtschow (anders als später Gorbatschow) die Eckpfeiler des sowjetischen Systems, an dessen Überlegenheit gegenüber dem Westen er stets glaubte; so rechtfertigte er auch massiven Gewalteinsatz (1956 Ungarn, 1962 Nowotscherkassk), um das System zu retten.

### Stagnation und Restalinisierung unter Breschnew (1964–1982)
Nach dem Sturz Chruschtschows im Oktober 1964 wurden die von ihm eingeleiteten Reformen kaum noch weiterentwickelt; es blieb weitgehend bei dem Erreichten. Viele innerparteiliche Reformen wurden sogar zurückgenommen, wenn sie die Macht der Funktionäre gefährdeten. Die Macht in der Führung von Partei und Staat teilten sich die Politbüromitglieder Breschnew als Erster Sekretär des Zentralkomitees, Kossygin als Ministerpräsident, Podgorny im Amt des (nur repräsentativen) Staatsoberhauptes, Suslow als „Parteiideologe“ und „graue“, aber machtvolle, Eminenz im Hintergrund und Kirilenko.
Leonid Iljitsch Breschnew konnte im Vergleich zu Chruschtschow seine Macht etwas ausbauen, aber alleinherrschender Diktator – wie einst Stalin – wurde er nicht. Statt Erster Sekretär hieß der Parteichef ab 1966 wieder Generalsekretär. 1977 wurde er zusätzlich auch Staatsoberhaupt und löste damit Podgorny ab. Auch wurde er Vorsitzender des Verteidigungsrates sowie Oberkommandierender der Streitkräfte und Marschall der Sowjetunion. Das Amt des Ministerpräsidenten blieb bei Kossygin; ihm folgte 1980 Tichonow. Partei und Staat wurden vom kollektiven Politbüro (um zwölf Vollmitglieder) geführt.
Die Entwicklung in Staat und Partei stagnierte zusehends. Der ideologische Prozess der Entstalinisierung wurde nicht weiter fortgesetzt, stattdessen verfolgte man wieder eine Restalinisierung. Dabei wurde die Meinungsfreiheit wieder massiv eingeschränkt, in dem man regimekritische Schriftsteller wie beispielsweise Andrei Donatowitsch Sinjawski oder Juli Daniel verhaften ließ. Auch die Gesetze bei politischen Verbrechen wurde wieder verschärft, in dem neue Strafen für „wissentliche Verbreitung von Lügen“ die den sowjetischen Staat und die Ordnung verunglimpfen einführte. Des Weiteren versuchte man Stalin wieder zu rehabilitieren und positiv erscheinen zu lassen, indem man seine großen Verdienste während des Zweiten Weltkrieges hervorhob.
Innerparteilich wurde ebenfalls eine härtere Gangart an den Tag gelegt, so benannte man das Amt des Ersten Sekretärs wieder in „Generalsekretär“, einen Titel den nur Stalin getragen hatte, um; ebenso das Parteipräsidium, das nun wieder, wie zu Stalins Zeiten „Politbüro“ hieß. Auch das von Chruschtschow eingeführte Rotationsprinzip, das eine regelmäßige Auswechselung von Personen in Staats- und Parteiämter vorsah, wurde abgeschafft. Das ZK – einst Machtzentrum – verlor wie schon in den letzten Jahren unter Chruschtschow immer mehr an Bedeutung. Die konservative Wirtschaftspolitik konnte nicht erfolgreich wirken, notwendige Reformen unterblieben. Die Angst vor neuen Strömungen lähmte die politische Entwicklung. Allerdings sorgte die Führung weiterhin für einen stetig ansteigenden Lebensstandard der Bevölkerung. 1969 schrieb der Menschenrechtler Andrei Amalrik den prophetischen Essay Erlebt die Sowjetunion das Jahr 1984? und wurde dafür zu drei Jahren Arbeitslager verurteilt. 1974 wurde der Schriftsteller und Nobelpreisträger Alexander Solschenizyn ausgewiesen.
Auch außenpolitisch erstarrte die UdSSR. Der Führungs- und Machtanspruch der UdSSR gegenüber seinen Satellitenstaaten im Warschauer Vertrag wurde durch die Breschnew-Doktrin untermauert. Bereits 1968 wurden die Bestrebungen der Tschechoslowakei nach mehr Selbstständigkeit im „Prager Frühling“ militärisch unterdrückt. Auch Polen konnte um 1980 nur wenig ändern, um einen liberaleren politischen Weg einzuschlagen. 1979 marschierten die sowjetischen Streitkräfte in Afghanistan ein, um die dortige kommunistische Regierung zu erhalten. Andererseits fand die erste Konferenz über Sicherheit und Zusammenarbeit in Europa (KSZE) auf Initiative Frankreichs und des Warschauer Vertrages ab dem 3. Juli 1973 in Helsinki statt. Sie führte zur „Schlussakte von Helsinki“ vom 1. August 1975, einem Hebel für eine Verbesserung der Menschenrechte. Zwar bemühte sich die UdSSR um eine Entspannungs- und Abrüstungspolitik, um eine „Atempause“ beim Wettrüsten zu bewirken; andererseits rüstete sie mit SS-20-Raketen umfassend nach.
Das Durchschnittsalter der „alten Herren“ im ZK, im ZK-Sekretariat und im Politbüro des ZK
lag 1971 bei 57 bis 61 Jahren und nahm bis 1981 erheblich zu (62 bis 70 Jahre). Auf dem XXVI. Parteitag vom März 1981 erfolgte in den Führungsgremien kein einziger Wechsel. Oft konnte nur durch Krankheit (Kossygin) oder Tod (Rudakow, Kulakow, Suslow) ein Wechsel in den Führungspositionen eintreten – eine Entwicklung, die Chruschtschow vorausgeahnt und zu verhindern versucht hatte (mit dem Parteistatut von 1961), die die neue Führung nach 1964 aber in Kauf nahm. Auch deshalb waren Immobilismus und Erstarrung die Folge. In dieser „Greisenriege“ war der 1931 geborene Gorbatschow – seit 1978 ZK-Sekretär und seit 1982 im Politbüro – das jüngste Mitglied.

### Der Übergang 1982 bis 1985: Von Andropow über Tschernenko zu Gorbatschow

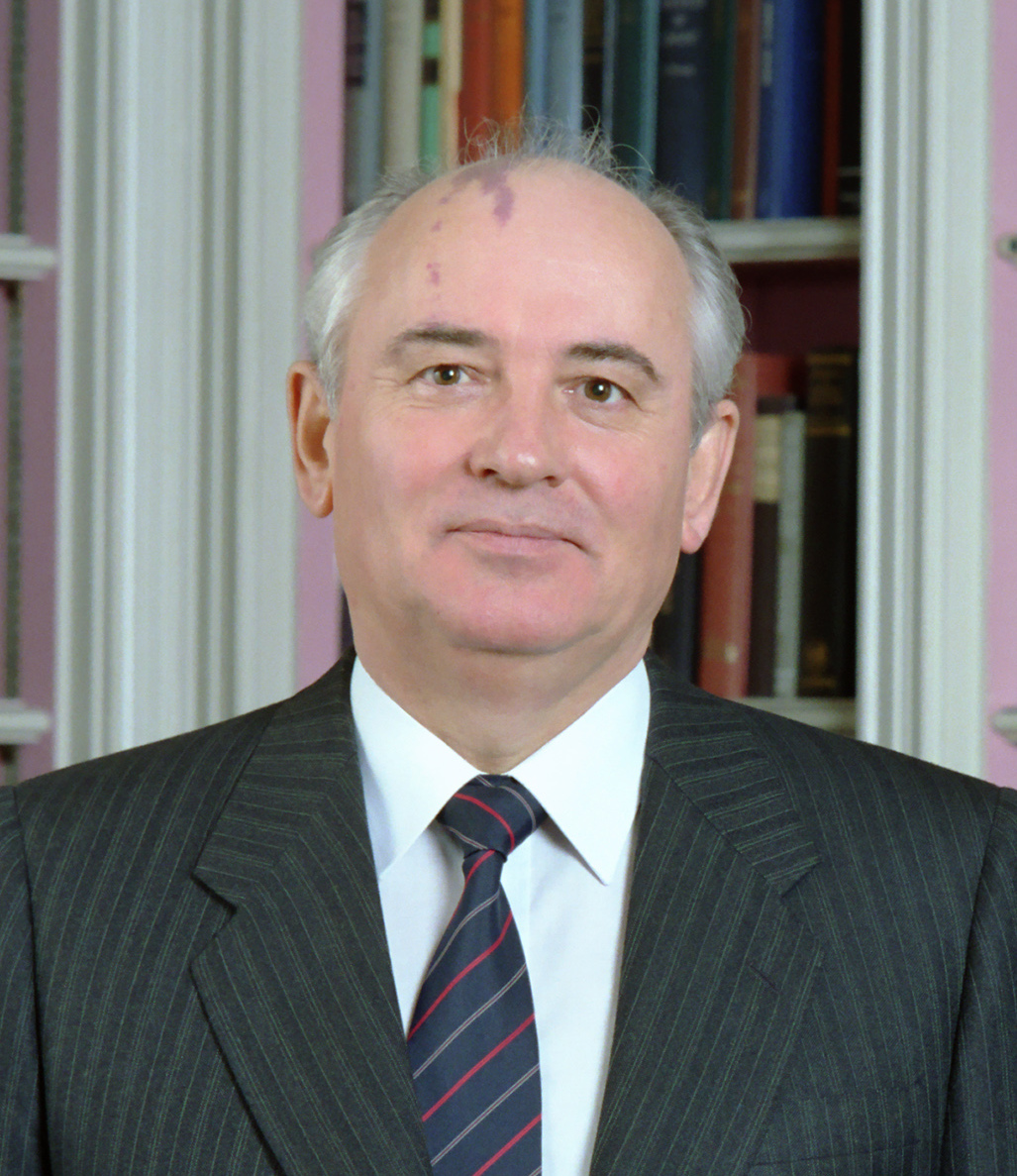
Michail Gorbatschow (1987)

Seit 1973 war der Chef des „Komitees für Staatssicherheit“ (KGB), Juri Andropow, Vollmitglied des Politbüros. Gegen Ende der 1970er Jahre trat er immer deutlicher in der Öffentlichkeit in Erscheinung und war 1982 nach Suslows Tod die „Nummer Zwei“ in der Führungshierarchie der Partei. Er sprach sich gegen Immobilismus, Korruption und Cliquenwesen in der UdSSR aus und für eine Verbesserung der Führungskader, für eine bessere Nutzung der volkswirtschaftlichen Reserven und für die größere Selbständigkeit der Betriebe aus. Nach dem Tod Breschnews wurde Andropow am 12. November 1982 Generalsekretär des ZK und bald darauf auch Staatsoberhaupt. In den letzten 15 Monaten seines Lebens vermochte er – auch wegen seiner Niereninsuffizienz – die von ihm angestrebten eher vorsichtigen Veränderungen nur in kleinen Ansätzen zu realisieren. Einige neue Politbüromitglieder wurden berufen, aber für eine durchgreifende Reform fehlten noch der Wille, die Zeit und die Führungspersonen. Andropow starb am 9. Februar 1984.
Vier Tage später wurde sein Nachfolger gewählt. Vom 13. Februar 1984 bis zum 10. März 1985 stand der Vertraute von Breschnew, der 73 Jahre alte, konservative Konstantin Tschernenko als Generalsekretär des ZK und Staatsoberhaupt an der Spitze der Sowjetunion. Historisch muss die Wahl Tschernenkos zum Staats- und Parteichef vor dem Hintergrund des Machtkampfes zwischen Reformern und der konservativen „alten Garde“ in der Parteiführung angesehen werden. Da die Reformer nach dem Tode Andropows noch nicht wieder über einen Kandidaten verfügten, der von einer breiten Mehrheit des Politbüros akzeptiert wurde, konnte sich der konservative Flügel noch einmal durchsetzen. Auch Tschernenko war schwer krank, und auch zu seiner Zeit waren keine besonderen Initiativen für Veränderungen zu verzeichnen. Er beantwortete den Boykott der Olympischen Sommerspiele 1980 in Moskau durch die Westmächte mit einem Boykott der Olympischen Sommerspiele 1984 in Los Angeles. Es blieb noch bei der starren politischen Eiszeit.

### Gorbatschow und der Beginn von Reformen

Reagan und Gorbatschow (1986)

Der Tod Tschernenkos machte 1985 die Wahl des 53 Jahre alten Michail Gorbatschow zum Generalsekretär des ZK möglich. Staatsoberhaupt war bis 1988 der ehemalige Außenminister Andrei Gromyko. Gorbatschow konnte eine Reihe von personellen Veränderungen durchzusetzen. Die alte Garde der Politbüromitglieder und ZK-Sekretäre – wie Ustinow († 1984), Tichonow, Romanow, Grischin, Samjatin – wurde durch Jüngere ersetzt.
Vor allem die Politbüromitglieder Alexander Jakowlew, Wadim Medwedew, Eduard Schewardnadse, Michail Solomenzew, Witali Worotnikow, Wiktor Tschebrikow, Lew Saikow unterstützten nachhaltig den Generalsekretär bei seiner Reformarbeit.
1985 bis 1991 war Nikolai Ryschkow Ministerpräsident.
1987 wurden Nikolai Bucharin und weitere ehemals gegenüber Stalin Oppositionelle rehabilitiert. Leo Trotzkis verbotene Schriften wurden ab 1987 teilweise veröffentlicht.
1988 wurde Gorbatschow Vorsitzender des Präsidiums des Obersten Sowjets (ab 1990 Präsident) und löste damit Andrei Gromyko ab.

#### Neue Parteipolitik
Die Partei versuchte, den Verfall des Realsozialismus durch die Einführung von Glasnost (Offenheit und Transparenz) und Perestroika (Umstrukturierung) aufzuhalten. Dieser Prozess begann während des XXVII. Parteitages der KPdSU im Februar 1986. Die von Gorbatschow ab 1985 eingeleiteten Programme sollten den Realsozialismus reformieren und führten zu neuem, kritischen Denken in allen Regionen der Sowjetunion. Die Entwicklung verselbständigte sich aber und entglitt der Kontrolle der Partei zunehmend. Engpässe im Bereich von Produktion, Investition, Energie und Konsumgüter kennzeichneten die Wirtschaftssituation von 1985 bis 1987. Eine Antialkoholismus-Kampagne hatte nur ein klägliches Resultat. Ökologische Probleme weiteten sich aus.
In der UdSSR überschattete 1986 die Nuklearkatastrophe von Tschernobyl die politische Entwicklung. 1987 wurden erste Wirtschaftsreformen angekündigt, aber zu wenig umgesetzt. Die großen Bergarbeiterstreiks in Sibirien in den Jahren 1989 und 1991 zeigten, wie sich der Sozialismus in den siebzig Jahren seiner Herrschaft gewandelt hatte: Die Herrschaft einer privilegierten Funktionärsclique (Nomenklatura) hatte sich von den Interessen der Arbeiter entfremdet. Die erforderlichen Umstrukturierungen (Perestroika) dauerten jedoch zu lange und verschärfen die Konflikte zwischen Bevölkerung, Partei und Staat.

#### Außenpolitik

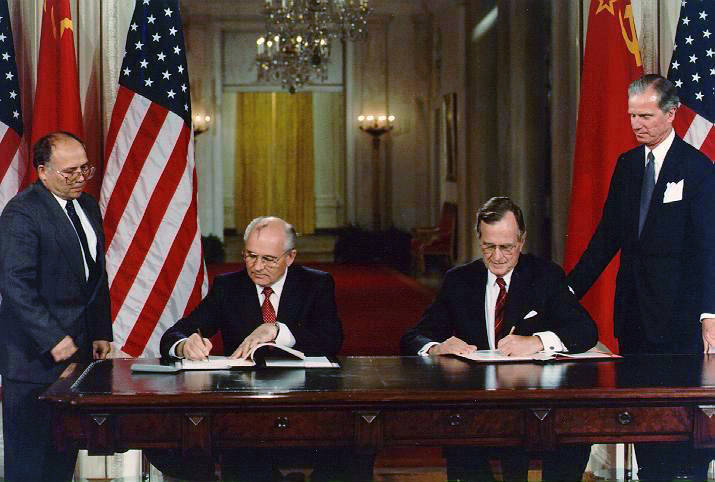
Bush und Gorbatschow (1990)

Die Genfer Gipfelkonferenz (1985), das Treffen in Reykjavík von 1986, der Moskaubesuch von US-Außenminister George Shultz von 1987, der Staatsbesuch Gorbatschows 1987 in Washington und der Gegenbesuch des US-Präsidenten Ronald Reagan 1988 in Moskau waren die Stationen einer Annäherung und Abrüstung zwischen den Ost- und Westmächten.
In Malta (1989) und Washington (1990) wurde der Dialog zwischen George Bush und Gorbatschow fortgesetzt und durch Wirtschaftsfragen ergänzt.
Auch die erfolgreichen KSZE-Nachfolgeverhandlungen führten 1989 zu der Verbesserung der Beziehungen zwischen den beteiligten Staaten.
1988 verkündete Gorbatschow, dass die Sowjetunion die Breschnew-Doktrin aufgeben würde. Die neuen Freiheiten führten 1989 zu einer Reihe überwiegend friedlicher Revolutionen in Osteuropa.

### Zerfall und Untergang (1990–1991 und danach)
Michail Gorbatschow wollte mit seinem Konzept von Perestroika und Glasnost die Politik der KPdSU in der UdSSR innen- und außenpolitisch reformieren, um damit der Isolierung der Sowjetunion vorzubeugen. Außenpolitisch wurde diese Politik der Öffnung vom Westen begrüßt, während Gorbatschow innenpolitisch auf den Widerstand der alten Kader stieß. 1989 und 1990 konnten sich zudem zunehmend eher orthodox-kommunistische Mitglieder im Politbüro sowie im ZK-Sekretariat etablieren, darunter Krjutschkow, Janajew, Schenin, Pugo und Hurenko. 1990 hob der Oberste Sowjet der UdSSR das in Artikel 6 der Verfassung von 1977 festgeschriebene Machtmonopol der Partei auf.
Das Bestreben, die KPdSU selbst zu reformieren, führte zu immer stärkeren Spannungen in der Partei. Seit 1990 gaben reformorientierte Politbüro- und Regierungsmitglieder ihre Ämter auf. Im August 1991 kam es zu einem Putschversuch orthodox-kommunistischer Mitglieder der sowjetischen Führung, gegen Gorbatschow stellten sich u. a. KGB-Chef Krjutschkow, Verteidigungsminister Jasow, Vizepräsident Janajew, ZK-Sekretär Schenin, Innenminister Pugo, Ministerpräsident Pawlow sowie der Vorsitzende des Obersten Sowjets Lukjanow. Nach dem Scheitern des Putsches aufgrund des Widerstands des russischen Präsidenten Boris Jelzin und der Moskauer Bevölkerung wurde die KPdSU am 29. August 1991 vom Obersten Sowjet unionsweit verboten – Gorbatschow trat bereits am 24. August als Generalsekretär zurück.
Am 31. Dezember 1991 löste sich die UdSSR auf. Gorbatschow verlor somit sein Amt als ihr Staatspräsident.

### Nachfolgeentwicklung
Im Zuge der Ereignisse kam es in den Folgejahren auch zu Veränderungen der kommunistischen Parteien Osteuropas.
- Nach dem Verbot der KPdSU gründete sich in der Russischen Föderation die Kommunistische Partei der Russischen Föderation (KPdRF) unter dem Vorsitz Gennadi Sjuganows. Diese bildete in der neuen Duma, dem russischen Parlament, zwar zeitweise die größte Fraktion (so nach den Wahlen 1995 und 1999), erhielt jedoch nie eine absolute Mehrheit und war u. a. deshalb bislang nicht mehr an einer Regierung der Russischen Föderation beteiligt.
- Viele ehemals kommunistische Parteien des Ostblocks wandelten sich in linksgerichtete sozialistische Parteien um, die eine soziale Marktwirtschaft und ein Mehrparteiensystem unterstützen.
- Als Neugründungen oder Abspaltungen entstanden aber auch kommunistische Parteien, die mehr oder weniger der traditionellen kommunistischen Ideologie folgen.
- In der Republik Belarus blieb auch nach der Unabhängigkeit 1991 der oberste Sowjet weiterhin von kommunistischen Kräften und Strukturen dominiert, die Reformen unter dem ersten Staatspräsidenten Stanislau Schuschkewitsch blockierten. Die 1994 erlassene neue Verfassung führte ein Präsidialsystem ein, das die Personalunion von Regierungs- und Staatschef vorsieht. In den darauf folgenden Wahlen siegte der Kommunist Aljaksandr Lukaschenka. Bis heute regiert Lukaschenka, der weiterhin sehr enge diplomatische Beziehungen zu Russland unterhält, mit weitreichenden Vollmachten.
- In Moldawien, das in den 1990er Jahren von Unruhen und separatistischen Bestrebungen der rumänischen und anderer nationaler Minderheiten im Land geprägt war, gewann die Partei der Kommunisten der Republik Moldau (PCRM) bei den Wahlen im Februar 2001 die absolute Mehrheit im Parlament und stellte daraufhin mit ihrem Vorsitzenden Vladimir Voronin das Staatsoberhaupt. Moldawien ist damit das einzige Land, das ehemals zur UdSSR gehörte, in dem eine Kommunistische Partei durch Wahlen wieder eine Regierungsverantwortung übernahm.

## Organisation

### Parteitage
Die Parteitage der KPdSU waren laut Statut das oberste Organ der KPdSU. Sie mussten seit 1919 einmal pro (Kalender-)Jahr (bereits 1926 nicht eingehalten) und seit 1961 mindestens einmal in einer Fünfjahresperiode einberufen werden. Der I. Parteitag fand 1898 in Minsk statt (Gründung der SDAPR). Nach der Oktoberrevolution am 7. November 1917 (alte russische Zeitrechnung: 25. Oktober) fand im März 1918 der VII. Parteitag in Petrograd statt. Der XXVIII. Parteitag im Juli 1990 war der letzte vor der Auflösung der KPdSU. Der Parteitag legte die Linie der Partei in der Innen- und Außenpolitik fest. Er nahm den Rechenschaftsbericht des Zentralkomitees und der Kontrollkommission entgegen und besaß das Recht, Programm und Statut der Partei zu ändern. Er wählte das Zentralkomitee als höchstes Parteigremium für die Zeit zwischen den Parteitagen (ca. fünf Jahre).
| Parteitag                                                    | Datum                           | Ort                | Zusammenfassung |
| ------------------------------------------------------------ | ------------------------------- | ------------------ | --- |
| I. Parteitag der SDAPR                                       | 1.–3. März 1898                 | Minsk              | 9 Delegierte auf dem Gründungsparteitag der SDAPR. Durch die ideologische Auseinandersetzung spaltet sich 1903 die Partei auf in Bolschewiki (Mehrheitler) (Lenin: „Gebt uns eine Organisation von Revolutionären!“) und Menschewiki (Minderheitler) (Martow: „Für eine breite Volkspartei!“). 1913 ist die Spaltung endgültig. Nach dem Sieg Lenins durch die Oktoberrevolution in Russland folgt die Umbenennung. |
| II. Parteitag                                                | 17. Juni– 10. August 1903       | Brüssel und London | Kämpfe zwischen Bolschewiki und Menschewiki. Beschlüsse zum Parteistatut (u. a. zur Parteimitgliedschaft). Als zentrale Parteiorgane werden gewählt: Das Zentralkomitee in Russland (nur Bolschewiki), die Redaktion der Zeitung Iskra (Der Funke) und ein fünfköpfiger Parteirat (zwei ZK-, zwei Iskra- und ein Parteitagsvertreter). |
| III. Parteitag                                               | 12.–27. April 1905              | London             | Keine Beteiligung der Menschewiki, die für sich in Genf tagten. |
| IV. Parteitag                                                | 23. April– 8. Mai 1906          | Stockholm          | Vereinigungsparteitag; Versöhnungsversuch zwischen Bolschewiki und Menschewiki. |
| V. Parteitag                                                 | 13. April– 19. Mai 1907         | London             | Das Stärkeverhältnis zwischen den Bolschewiki und den Menschewiki ist in etwa ausgeglichen bei leichtem Übergewicht der Bolschewiki, die jedoch wegen ihrer Praxis der „Expropriation“ in Russland (Banküberfälle, Banknotenfälschungen etc. zur Geldbeschaffung) getadelt werden. Das Zentralkomitee besteht nun aus fünf Bolschewiki, vier Menschewiki, zwei Bundisten, zwei polnischen und einem lettischen Sozialdemokraten. |
| Gesamtrussische (Allrussische) Parteikonferenz der SDAPR (B) | Januar 1912                     | Prag               | Konferenz der Bolschewiki; unter Führung Lenins beschließt das „Rumpfparlament“ die Spaltung der Partei. Das auf dem V. Parteitag gewählte Zentralkomitee wird für aufgelöst betrachtet und durch die gleichzeitige Wahl eines rein bolschewistischen Zentralkomitees unter Führung Lenins ersetzt, der diese Konferenz als VI. Parteitag der SDAPR ansieht. |
| Konferenz mit den Befugnissen eines Parteitages              | 24. April 1917                  | Petrograd          | Es wird ein Zentralkomitee mit neun Mitgliedern der Bolschewiki gewählt. Lenin führt von nun an unangefochten die Partei, Swerdlow ist der Sekretär der Partei in der Revolutionszeit. |
| VI. Parteitag                                                | 26. Juli– 3. August 1917        | Petrograd          | Neue Losung: Statt einer friedlichen Übernahme der Macht durch die Sowjets sollen nunmehr Vorbereitungen zum bewaffneten Aufstand getroffen werden. Das Zentralkomitee wird auf 21 Mitglieder erweitert. |
| VII. Parteitag der KPR (B)                                   | 6.–8. März 1918                 | Petrograd          | Erster nachrevolutionärer Parteitag, 104 Delegierte (46 stimmberechtigt, 58 beratend). Die Partei verändert ihren Namen in Kommunistische Partei Russlands (Bolschewiki) (KPR (B)). Heftige Auseinandersetzungen über die Frage eines Separatfriedens mit Deutschland. |
| VIII. Parteitag                                              | 18.–23. Februar 1919            | Moskau             | Neuentwurf des Parteiprogramms angenommen. Gründung der Komintern. |
| IX. Parteitag                                                | 29. März– 5. April 1920         | Moskau             | Heftige Auseinandersetzungen mit der oppositionellen Gruppe des „Demokratischen Zentralismus“. |
| X. Parteitag                                                 | 8.–16. März 1921                | Moskau             | Abkehr vom Kriegskommunismus, Beschluss über die Neue Ökonomische Politik (NEP). Resolution „Über die Einheit der Partei“ (= Verbot der Fraktionsbildung). Kampf gegen die Gewerkschaftsopposition. |
| XI. Parteitag                                                | 27. März– 2. April 1922         | Moskau             | Kurswechsel zur NEP bestätigt. |
| XII. Parteitag                                               | 17.–21. April 1923              | Moskau             | Der erkrankte Lenin ist nicht anwesend. NEP nochmals bestätigt. Stalin beginnt, seine Macht auszubauen. |
| XIII. Parteitag                                              | 23.–31. Mai 1924                | Moskau             | Nach dem Tod Lenins erkämpft Stalin zunehmend mehr Macht in der Partei. |
| XIV. Parteitag der WKP (B)                                   | 18.–31. Dezember 1925           | Moskau             | Große Fraktionskämpfe, Beschluss über das Programm zur Industrialisierung; „Parteitag der Industrialisierung“. In Verbindung mit der Gründung der Sowjetunion wird die Partei umbenannt in Kommunistische Allunions-Partei (Bolschewiki) (WKP (B)). |
| XV. Parteitag                                                | 2.–19. Dezember 1927            | Moskau             | 1669 Delegierte (898 stimmberechtigt, 771 beratend) machen Parteitag zur Großveranstaltung, echte Diskussionen werden unmöglich, die prägenden Entscheidungen fallen andernorts (vor allem im Politbüro). Kampf gegen die „Kulaken“ (mittelgroße und größere Bauern). |
| XVI. Parteitag                                               | 25/26. Juni– 13. Juli 1930      | Moskau             | Parteitag der „entfalteten Offensive des Sozialismus“. Beschluss zur Durchführung des ersten Fünfjahrplans auf Kosten der Lebenshaltung der Bevölkerung. Kampf gegen die Kulaken und als Folge ihre physische Vernichtung. „Tagung der breiten sozialistischen Angriffe auf allen Gebieten“ und „Verwirklichung der Kollektivierung“. |
| XVII. Parteitag                                              | 26. Januar bis 10. Februar 1934 | Moskau             | Sogenannter „Sieg über den Widerstand der Bauern“. Stalin: „Parteitag der Sieger“. Parteiapparat und Volk sind getrennt. |
| XVIII. Parteitag                                             | 10.–21. März 1939               | Moskau             | Die Opposition ist restlos vernichtet. Stalin: „Übergang vom Sozialismus zum Kommunismus“ als Begründung für die Verstärkung des Staatsapparates. |
| XIX. Parteitag der KPdSU                                     | 5.–14. Oktober 1952             | Moskau             | Erster Parteitag nach dem Krieg, grenzenlose Huldigungen an Stalin. Verabschiedung des (bereits laufenden) 5. Fünfjahresplans (1951–1955), Änderung des Parteistatuts (verschärfte Pflichten f.d.Funktionäre). Die Bezeichnung Bolschewiki wird aus dem Parteinamen gestrichen und die Partei in Kommunistische Partei der Sowjetunion (KPdSU) umbenannt. Weitere Beschlüsse auf einem unmittelbar folgenden ZK-Plenum: Das Politbüro und das Orgbüro werden durch ein „Präsidium“ ersetzt. Es hat 25 Vollmitglieder und 11 Kandidaten aus Partei- und Staatsführung; zudem sind alle 10 ZK-Sekretäre, alle 13 stellvertretenden Ministerpräsidenten sowie wichtige Parteivertreter der Regionen, der Gewerkschaft, des Komsomols und anderer Gremien im Präsidium vertreten. |
| XX. Parteitag                                                | 14.–25. Februar 1956            | Moskau             | Chruschtschow verkündet, es sei die Hauptaufgabe der Partei, für wirtschaftlichen Aufschwung zu sorgen (Parteiarbeit = Wirtschaftsarbeit). Anastas Mikojan kritisiert Stalin erstmals öffentlich. Die „Geheimrede“ Chruschtschows in einer geschlossenen Sitzung direkt im Anschluss an den Parteitag leitet gegen den Widerstand von Molotow, Woroschilow, Kaganowitsch und Malenkow die Entstalinisierung der KPdSU ein. |
| XXI. Parteitag                                               | 27. Januar– 5. Februar 1959     | Moskau             | Außerordentlicher Parteitag „der Erbauer des Kommunismus“ zur Wirtschaftspolitik: Abbruch des Fünfjahrplans und Verabschiedung eines Siebenjahrplans (1959–1965) mit dem Ziel, spätestens 1970 die USA in der Pro-Kopf-Produktion von Konsumgütern zu übertreffen. Fortsetzung der Entstalinisierungskampagne. Chruschtschow auf dem Gipfel seiner Macht und Autorität; Beginn eines neuen „Personenkults“ um Chruschtschow. |
| XXII. Parteitag                                              | 17.–31. Oktober 1961            | Moskau             | Mehr als 4800 Delegierte im neuerrichteten Kongresspalast des Kreml. Chruschtschows Führungsposition ist weiterhin unbestritten. Neues Parteiprogramm und Parteistatut (regelmäßige Wiederwahl von Parteifunktionären wird erschwert). Abermalige Abrechnung mit den stalinistischen Gegnern u. a. durch Podgorny und Spiridonow. Eine Liberalisierung im Umgang mit Schriftstellern wird eingeleitet. Am 31. Oktober wird Stalins Leichnam aus dem Lenin-Mausoleum entfernt und an der Kreml-Mauer begraben. |
| XXIII. Parteitag                                             | 29. März– 8. April 1966         | Moskau             | Das Präsidium wird wieder in Politbüro umbenannt. Leonid Breschnew erhält wie zu Stalins Zeiten den Titel eines Generalsekretärs des ZK (statt wie bisher „Erster Sekretär des ZK“). Rücknahme diverser innerparteilicher Reformen Chruschtschows (u. a. im Parteistatut) beschert Funktionären Ämtersicherheit. Härtere Gangart in der Innenpolitik wird festgelegt → Neostalinismus. |
| XXIV. Parteitag                                              | 30. März– 9. April 1971         | Moskau             | Die Grundsatzrede hält Breschnew. Alexei Kossygin erläuterte den Gosplan 1971–1975. |
| XXV. Parteitag                                               | 24. Februar– 5. März 1976       | Moskau             | Die Grundsatzrede hält wieder Breschnew. |
| XXVI. Parteitag                                              | 23. Februar– 3. März 1981       | Moskau             | Parteitag der Stagnation mit rund 5.000 Parteitagsdelegierten. Keinerlei Veränderungen in der Führung, Leonid Breschnew wird als Generalsekretär des ZK bestätigt. Auftrag an das Zentralkomitee (ZK) für eine Revision des Parteiprogramms. Die auf dem Parteitag erläuterten Abrüstungs- und Entspannungsvorschläge werden am 6. März den USA und den westlichen Staaten übermittelt. |
| XXVII. Parteitag                                             | 25. Februar– 6. März 1986       | Moskau             | Einführung der Parteireformen von Glasnost (Offenheit) und Perestroika (Umstrukturierung) durch Gorbatschow: „Ohne Glasnost gibt es keine Demokratie … Es kommt darauf an, Glasnost zu einem störungsfrei funktionierenden System werden zu lassen.“ |
| XXVIII. Parteitag                                            | 2.–13. Juli 1990                | Moskau             | Letzter Parteitag der KPdSU vor der Parteiauflösung. Neben der KPdSU wird die KP der Russischen Sowjetrepublik für die Russische SFSR (heute Russland) gegründet, aus der 1993 die KPRF hervorging. |

### Zentralkomitee
Das Zentralkomitee (ZK) der KPdSU wurde vom Parteitag gewählt und war diesem rechenschaftspflichtig. Es musste gemäß den Statuten mindestens einmal in sechs Monaten zu einer Plenarsitzung zusammentreten. Für die Zeit zwischen den Sitzungen wurde die Politik vom Politbüro und vom Generalsekretär (1922 bis 1952 und 1966 bis 1991) bzw. 1. Sekretär (1952 bis 1966) des ZK (ab 1922) bestimmt. Das ZK befasste sich u. a. mit der Kaderpolitik der Partei (Nomenklatura) und wählte den Generalsekretär, die Mitglieder und Kandidaten des Politbüros und die Sekretäre des Sekretariats des ZK. Er lenkte die Arbeit der zentralen staatlichen Organisationen.
Anfänglich war das überschaubare ZK das entscheidende kollektive Führungsorgan der Partei. Nachdem aber das Politbüro und das Sekretariat des ZK eingesetzt wurden (1917 bis 1919) und das ZK sich erheblich vergrößerte, verlor es unter Stalin vollkommen seine Macht. Es konnte nach 1953 auf Betreiben Chruschtschows eine Zeit lang an Bedeutung gewinnen, wurde aber dann durch seine ständige Vergrößerung auf letztlich 412 Mitglieder als Machtorgan erneut bedeutungslos.
Geschichtliche Entwicklung des ZK
- 1903 (II. Parteitag): Vom Parteitag der SDAPR wurden noch relativ gleichberechtigt nebeneinander als zentrale Organisationen eingesetzt: Der Parteirat (5 Mitglieder: zwei ZK-, zwei Iskra- und ein Parteitagsvertreter), das Zentralkomitee in Russland und die Redaktion der Zeitung Iskra (Der Funke).
- 1906 (IV. Parteitag): Das ZK bestand aus 7 Menschewiki, 3 Bolschewiki, der Redaktion der Parteizeitung und Vertretern des Jüdischen Arbeiterbundes und der polnischen bzw. lettischen Sozialdemokraten.
- 1907 (V. Parteitag): Das ZK mit 14 Mitgliedern bestand aus fünf Bolschewiki, vier Menschewiki, zwei Bundisten, zwei polnischen und einem lettischen Sozialdemokraten.
- 1917 (April-Konferenz) Das ZK hatte 9 – nur bolschewistische – Mitglieder (und 4 Vertreter): Lenin, Sinowjew, Kamenew, Miljutin, Nogin, Swerdlow, Smilga, Stalin, Fedorow.
- 1917 (VI. Parteitag): Das ZK mit 21 Mitgliedern (u. a. Lenin, Sinowjew, Kamenew, Trotzki, Nogin, Kollontai, Stalin, Swerdlow, Rykow, Bucharin) und 10 Vertretern wählte im Oktober das erste Politbüro. Das Sekretariat des ZK wurde aufgebaut.
- 1919 (VIII. Parteitag): Das ZK wurde vom Parteitag angewiesen, ein Politbüro mit 5 Mitgliedern und ein Organisationsbüro (Leitung: Stalin) mit 5 Mitgliedern und ein Sekretariat mit einem Verantwortlichen Sekretär (Krestinski) und bis zu 5 weiteren Sekretären zu schaffen. Die Führung der Partei verlagerte sich zunehmend auf diese Organisationen.
- Die Anzahl der Mitglieder des ZK nahm von Parteitag zu Parteitag stetig zu. 1921: 25 Mitglieder und 15 Kandidaten; 1923: 40 Mitglieder und 17 Kandidaten; 1924: 53 Mitglieder und 34 Kandidaten; 1925: 63 Mitglieder und 43 Kandidaten.
- 1934: Das ZK hatte 139 Mitglieder und Kandidaten, davon wurden 98 in den Jahren 1937 bis 1939 verhaftet und liquidiert. Das ZK war unter Stalin machtlos.
- 1952: Das ZK hatte 125 Mitglieder und 111 Kandidaten; 1956: 133 Mitglieder und 122 Kandidaten; 1961: 175 Mitglieder und 155 Kandidaten. Nach Stalins Tod (1953) fanden alle sechs Monate Plenarsitzungen des ZK statt. Es gewann trotz seiner Größe zunächst wieder massiv an Bedeutung, weil Chruschtschow im internen Machtkampf nach Stalins Tod das ZK gegenüber dem Staatsapparat aufwertete und für seinen eigenen Aufstieg nutzte.
- Am 14. März 1953 wurde Chruschtschow anstelle Malenkows zum 1. Sekretär des ZK gewählt.
- Im Juni 1957 verhinderte das ZK Chruschtschows Sturz durch eine konservative Präsidiumsmehrheit. In den folgenden Jahren begann Chruschtschow, die durch seine eigenen Bemühungen gewachsene Macht des ZK wieder einzudämmen (durch Aufblähen der Gremien und erneute Aufwertung des vormals zurückgestuften Staatsapparats), um selbst mehr politische Bewegungsfreiheit zu behalten. Vor allem mit der Änderung des Parteistatuts 1961 und einer Parteireform 1962 verstimmte er die ZK-Mitglieder massiv.
- Am 14. Oktober 1964 unterstützte das ZK Chruschtschows Abberufung durch das Präsidium ohne weitere Aussprache und fügte sich damit endgültig in seine Rolle als Abnickorgan.
- In der Ära Breschnew (1964–1982) und danach wurde das ZK immer größer und verlor den letzten Rest an Bedeutung. 1990 hatte das letzte ZK schließlich 412 Mitglieder.

### Sekretariat des Zentralkomitees
Das Sekretariat des Zentralkomitees bestand seit 1917 und wurde dann vom VIII. Parteitag 1919 formell eingesetzt. Von 1919 bis 1952 gab es auch das „Orgbüro“ (Organisationsbüro). Das Sekretariat leitete die laufende Arbeit des ZKs. Es war für die Kaderauslese und für die Kontrolle der Durchführung der Weisungen des ZKs zuständig. 1987 gehörten dem Sekretariat des ZK einschließlich Generalsekretär Gorbatschow elf Personen an.
Das Sekretariat des Zentralkomitees leitete die laufenden Aufgaben der Parteiführung, vor allem die Personalauswahl, die Kontrolle der Ausführung von Beschlüssen des Zentralkomitees und die Aufsicht über die Tätigkeit der angestellten Mitarbeiter des Zentralkomitees. Es hatte folgende Organisation:
- Anfänglich gab es sechs bis neun Abteilungen für Allgemeines, Kader, Organisation und Instruktion, Propaganda, Schulung, Landwirtschaft, Besonderes, die zumeist von ZK-Sekretären geleitet wurden.
- 1948 wurde das Sekretariat in elf Abteilungen für Allgemeines, Organe, Propaganda und Agitation, Schwerindustrie, Leichtindustrie, Landwirtschaft, Verkehr, Planung und Finanzen, Ausland, Streitkräfte, sowie Besonderes gegliedert.
- 1987 gab es einschließlich des Generalsekretärs elf ZK-Sekretäre.

Die ZK-Sekretäre waren meist Männer, nur selten waren Frauen (Jekaterina Furzewa, Galina Semjonowa, Jelena Stassowa, Alexandra Birjukowa) als ZK-Sekretärinnen tätig. Die meisten Sekretäre waren auch Vollmitglieder oder Kandidaten des Politbüros der Kommunistischen Partei.

#### Einrichtung und anfängliche Leitung
Vom August 1917 bis 1919 gab es bereits auf Beschluss des VI. Parteitages ein Sekretariat des Zentralkomitees als Einrichtung der Sozialdemokratischen Arbeiterpartei Russlands (Bolschewiki) unter Leitung bzw. ab 1918 unter Vorsitz von Swerdlow, der am 16. März 1919 verstarb. Im Februar 1919 wurde vom VIII. Parteitag das Sekretariat des Zentralkomitees der Kommunistischen Partei Russlands (B) als feste Einrichtung der Partei geschaffen. Als nunmehr Verantwortliche Sekretäre waren tätig:
- vom März 1919 bis April 1920 Jelena Stassowa
- vom April 1920 bis März 1921 Nikolai Krestinski
- vom März 1921 bis April 1922 Wjatscheslaw Molotow

Im April 1922 wurde durch Beschluss des XI. Parteitages die Bezeichnung Generalsekretär des ZK der KPR (B) eingeführt und Josef Stalin zum Generalsekretär gewählt. Bis 1991 wurde das Sekretariat vom Generalsekretär bzw. zwischen 1952 und 1966 vom Ersten Sekretär geleitet.

#### Das Orgbüro
Neben dem bedeutsameren Sekretariat des ZKs bestand seit dem Frühjahr 1919 zeitweise das sogenannte Orgbüro. Das Organisationsbüro der Partei wurde vom Plenum des Zentralkomitees gewählt und setzte sich aus ZK-Mitgliedern zusammen. Einige ZK-Mitglieder waren in beiden Gremien tätig. Der XIX. Parteitag von 1952 übertrug die rein organisatorischen Kompetenzen des Orgbüros auf das Sekretariat des ZKs.

### Politbüro
Das Politbüro (von 1952 bis 1966 „Präsidium“) war das – seit 1917 vorläufige und 1919 durch den VIII. Parteitag fest etablierte – engere Führungsgremium der Partei. Es wurde vom Zentralkomitee gewählt. Ihm gehörten zwischen 5 und 24 Vollmitglieder an.
Es wurde als dauerhaftes Führungsgremium durch Beschluss des VIII. Parteitages im Jahre 1919 geschaffen. In der Zeit von 1917 bis 1919 gab es bereits ein vom Zentralkomitee eingesetztes Politbüro, welches die Aufgabe hatte, den Aufstand in Russland zu organisieren.
Die Aufgabe des Politbüros war ab 1919 die Leitung der Partei zwischen den Plenarsitzungen des Zentralkomitees und den Parteitagen. Es war somit das wirkliche Macht- und Führungsgremium von Partei und Staat.
In den Jahren von 1936 bis 1940 wurden bei den stalinistischen Säuberungen zwölf ehemalige Mitglieder des Politbüros (Trotzki, Kamenew, Sinowjew, Bucharin, Rykow, Krestinski, Sokolnikow, Serebrjakow, Tomski, Rudsutak, Kossior, Tschubar) und drei Kandidaten hingerichtet oder ermordet; ein Mitglied beging Selbstmord (Ordschonikidse). 1949 wurde ein weiteres Politbüromitglied (Wosnessenski) ohne Prozess erschossen.
1952 wurden das Politbüro und das Organisationsbüro zum „Präsidium des ZK der KPdSU“ zusammengefasst um – laut Stalin – das Führungsgremium zu vergrößern und eine Verjüngung einzuleiten. Altgediente Politbüromitglieder sahen darin ein Vorzeichen für eine erneut drohende Säuberung und fürchteten um ihr Leben. Gleich nach Stalins Tod wurde das Präsidium/Politbüro deshalb wieder verkleinert.
1961 wurde (auf dem XXII. Parteitag) durch ein neues Parteistatut eine Begrenzung der Wiederwahl von Präsidiums-/Politbüromitgliedern festgelegt. Ein Viertel aller Mitglieder musste durch neue Mitglieder ersetzt werden. Was von Chruschtschow als Maßnahme gegen Amtsträgheit gedacht war, wurde von den Funktionären (zu Recht) als Bedrohung ihrer Ämtersicherheit aufgefasst. Auf dem nächsten Parteitag nach Chruschtschows Sturz (XXIII. Parteitag, 1966) wurde deshalb (neben der Rückbenennung von Präsidium in Politbüro) dieser Passus im Parteistatut wieder geändert – die Überalterung des Politbüros in den kommenden Jahrzehnten unter Breschnew und seinen Nachfolgern war damit vorgezeichnet.

#### Zusammensetzung
Das Politbüro bestand aus Vollmitgliedern (siehe dazu die Liste der Vollmitglieder) und Kandidaten des Politbüros. Es setzte sich zusammen aus Sekretären des Zentralkomitees und aus führenden Regierungsmitgliedern der UdSSR. Es wurde zeitweise ergänzt, z. B. durch den Vorsitzenden des Präsidiums des Obersten Sowjets (nominelles Staatsoberhaupt), oder den Vorsitzenden der Gewerkschaft oder einigen Ersten Sekretären der Partei aus größeren Unionsrepubliken oder den Vorsitzenden der Parteikontrollkommission.
1919 – zur Zeit Lenins – gab es nur fünf Vollmitglieder des Politbüros, in den Jahren von 1940 bis 1949 neun bis 13, 1952 dann sogar 25, nach Stalins Tod 1953 nur noch neun, zur Zeit Chruschtschows zehn bis zwölf, in der Breschnew-Zeit elf (1964) bis 14 (1980) und am Schluss 24 Vollmitglieder (9 gewählte und 15 KP-Vorsitzende der Unionsrepubliken).
Die einzigen Frauen als Vollmitglieder des Politbüros waren Jekaterina Furzewa und Galina Semjonowa.

#### Kandidaten des Politbüros
Die Kandidaten des Politbüros (1952–1966 Präsidium) waren nicht stimmberechtigte Mitglieder dieses Gremiums. Die meisten Kandidaten wurden später Vollmitglieder des Politbüros. Ihre Anzahl schwankte erheblich von maximal elf (1952–1953) bis vier (nach 1953) oder wiederum neun (1957).

### Parteiführung
Die Kommunistische Partei wurde zunächst von Lenin geführt, der dem Zentralkomitee und dem Politbüro vorstand. Nach dessen Tod wurde das Sekretariat des Zentralkomitees zum Machtzentrum und dessen Leiter, meist als Generalsekretär bezeichnet, zum Führer der Partei.
| Amtsinhaber | Amtszeit                              | Ämter                                                                                     |
| --- | ------------------------------------- | ----------------------------------------------------------------------------------------- |
| Wladimir Iljitsch Lenin | 1917 – 21. Januar 1924                |                                                                                           |
| Josef Stalin | 2. April 1922 – 5. März 1953          | Generalsekretär                                                                           |
| Nach Stalins Tod blieb das Amt des Generalsekretärs unbesetzt. Die Geschäfte des Sekretariats wurden zunächst von Georgi Malenkow geleitet, der Stalin bereits zu Lebzeiten weitgehend vertreten hatte. Malenkow wurde Stalins Nachfolger als Ministerpräsident, musste aber am 14. März aus dem Sekretariat ausscheiden, dessen Geschäfte nun von Nikita Chruschtschow geleitet wurden. |                                       |                                                                                           |
| Nikita Chruschtschow | 14. September 1953 – 14. Oktober 1964 | Erster Sekretär                                                                           |
| Leonid Breschnew | 14. Oktober 1964 – 10. November 1982  | Erster Sekretär (1964–1966) Generalsekretär (1966–1982)                                   |
| Juri Andropow | 10. November 1982 – 9. Februar 1984   | Generalsekretär                                                                           |
| Konstantin Tschernenko | 13. Februar 1984 – 10. März 1985      | Generalsekretär                                                                           |
| Michail Gorbatschow | 11. März 1985 – 24. August 1991       | Generalsekretär                                                                           |
| Wladimir Iwaschko | 24. – 29. August 1991                 | Geschäftsführender Generalsekretär (seit 11. Juli 1990 Stellvertretender Generalsekretär) |

### Mitgliederentwicklung

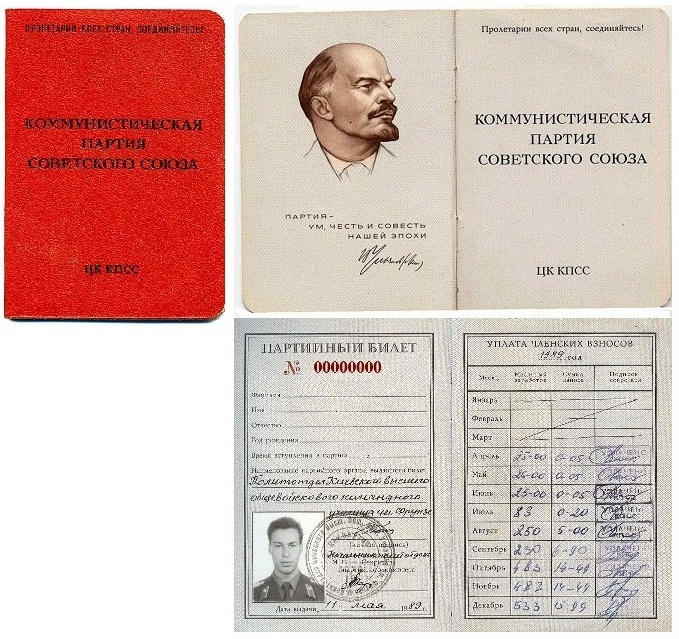
Mitgliedskarte (1989)

- Anfänglich war die Zahl der Mitglieder bei einer zunächst noch verbotenen Partei verständlicherweise gering.
- 1906 wählten rund 36.000 Arbeiter die 111 stimmberechtigten Delegierten (62 Menschiwiki und 49 Bolschewiki) für den IV. Vereinigungsparteitag. Die Mitgliederzahl dürfte bei knapp über 40.000 gelegen haben.
- 1917 (im März) zählten nur die Bolschewiki für ihren Teil der Partei 23.600 Mitglieder, davon nur 7,6 % Landarbeiter.
- 1918 gab es 115.000 Mitglieder, davon nur 14,5 % Landarbeiter, jedoch 57 % Arbeiter und 28,5 % Angestellte und Sonstige.
- 1919 waren 251.000 Mitglieder zu verzeichnen, 1920 waren es 431.000 und 1921 bereits 576.000 Mitglieder.
- Durch das neue Parteienstatut vom Dezember 1919 wurde die Aufnahme in die Partei verschärft und eine Kandidatenzeit (für Arbeiter und Bauern zwei Monate, für die anderen Schichten sechs Monate) eingeführt. 1922 wurden deshalb 410.430 Mitglieder und 117.924 Kandidaten registriert.
- 1926 gab es 639.652 Mitglieder und 440.162 Kandidaten. Der Anteil der Jugend ist mit 25 % auffallend hoch, das Bildungsniveau jedoch sehr niedrig. Der Frauenanteil nahm zwar zu, war jedoch mit ca. 15 % niedrig mit danach stagnierendem Anteil.
- 1930 waren es 1.184.651 Mitglieder und 493.259 Kandidaten, davon rund 62 % Arbeiter, 21 % Bauern und 17 % Sonstige.
- 1933 gab es 2,2 Mio. Mitglieder und 1,3 Mio. Kandidaten.
- Durch die Parteirevision und die stalinistischen Säuberungen sank die Mitgliederzahl kontinuierlich bis 1938 auf 1,4 Mio. Durch die Aufnahme der „technischen Intelligenz“ nahm das Bildungsniveau erheblich zu.
- Während des Zweiten Weltkriegs wurden wahllos möglichst viele Neumitglieder aufgenommen; zwischen März 1939 und Oktober 1952 war die Zahl der Vollmitglieder und Kandidaten (laut Malenkow auf dem XIX. Parteitag) von 2.477.666 auf 6.882.145 gestiegen.
- Ab 1949 (3,9 Mio. Mitglieder und 1,8 Mio. Kandidaten), aber vor allem nach dem Tod Stalins und einer Revision der Mitgliederpolitik, stieg die Mitgliederzahl rasant.
- 1965 10,8 Mio. Mitglieder und 0,9 Mio. Kandidaten. Die soziale Zusammensetzung verbreiterte sich, was Parteiideologe Suslow 1956 kritisierte. Doch entsprechend dem allgemeinen sozialen Wandel gab es in den 1960er Jahren weniger Arbeiter und mehr Angestellte in der Partei. Der Frauenanteil blieb konstant niedrig. Das Bildungsniveau stieg – wie in der gesamten Gesellschaft – weiterhin an. Das Durchschnittsalter war deutlich höher als in den 1920er Jahren. Der Anteil der Parteimitglieder in der RSFSR (heute Russland) war mit 6 % der Einwohner am höchsten und in Litauen und Tadschikistan mit 3 % am niedrigsten (Ukraine 4,1 %, Belarus 3,7 %, Kasachstan 3,8 %, UdSSR insges. 5,2 %)
- 1987 gehörten der KPdSU schließlich 19 Mio. Mitglieder an.
- Vom Jahr 1990 bis zum Augustputsch 1991, nach welchem die Tätigkeit der Partei auf dem Gebiet der RSFSR verboten wurde, traten zunehmend Mitglieder aus der Partei aus; viele traten in die neugegründete KPR ein.

## Internationale Beziehungen der KPdSU
- Die SDAPR wurde Mitglied der II. Internationale, welche die Spaltung in Bolschewiki und Menschewiki nicht anerkannte und die Wiedervereinigung beider Gruppen in einer Partei zu fördern suchte.
- 1914 bis 1918: Der Weltkrieg förderte die Lösung der Bolschewiki von der weltweiten Sozialdemokratie und vergrößerte die Kluft zu den Menschewiki. Neben den serbischen Sozialisten waren die Bolschewiki die einzige sozialistische Partei, welche die Zusammenarbeit mit ihrer Regierung im Weltkrieg durch Zustimmung zu den Kriegskrediten verweigerte. Lenin vertrat dabei die Auffassung, dass in dieser Situation nicht die Beendigung des Krieges durch Verhandlungen, sondern die Umwandlung in einen Bürgerkrieg gegen die herrschenden Klassen der jeweiligen Länder für die Sozialisten die beste Möglichkeit darstelle. Die sozialistischen Weltkriegsgegner trafen sich auf den Konferenzen von Zimmerwald und Kienthal, auf denen Lenin jeweils die radikalste Position einnahm, ohne sich völlig durchsetzen zu können.
- 1919 ergriff die bolschewistische Parteiführung die Initiative zur Gründung der Kommunistischen (III.) Internationale – ein Projekt, das Lenin schon seit dem Weltkrieg verfolgte. Die RKP (B) war neben der jungen KPD die bedeutendste kommunistische Partei. Deren Delegation wandte sich zunächst gegen eine sofortige Gründung der III. Internationale, im Laufe der Tagung setzte sich jedoch Lenin durch.
- 1925 beschloss das Exekutivkomitee der Komintern auf Anregung der RKP (B) Thesen zur „Bolschewisierung“ der Mitgliedsparteien der Internationale.
- 1928 wurden auf dem VI. Weltkongress der Komintern die Interessen der weltweiten kommunistischen Bewegung endgültig und eindeutig den Interessen der Sowjetunion und ihrer Industrialisierungspolitik untergeordnet.
- 1943 wurde die Komintern aufgelöst. Ihr Apparat und die Beziehungen zu den kommunistischen Parteien weltweit wurden der Internationalen Abteilung des Zentralkomitees der KPdSU übertragen. Der Einfluss der KPdSU als führende kommunistische Partei der Welt blieb davon bis zum Tod Stalins (1953) unberührt.
- 1947 wurde das Kominform gegründet. Es sollte die engere Kontrolle der Parteien im Sowjetblock sicherstellen, war aber keine Fortsetzung der Komintern.
- 1960 brach nach einer längeren Krise der Konflikt zwischen der KPdSU und der KPCh auf einer Tagung der kommunistischen Parteien in Bukarest offen aus. Die Folge war in den folgenden Jahren eine weitere Spaltung der kommunistischen Weltbewegung zwischen moskautreuen und pekingorientierten Parteien.
- Der Eurokommunismus in den kommunistischen Parteien Italiens und Frankreichs bedeutete deren Integration in das politische System ihrer Länder, und damit zugleich die Lockerung der Beziehungen zur KPdSU. Der Eurokommunismus wurde von der KPdSU deutlich kritisiert.